# Lachlan McIntosh
Lachlan McIntosh, né le 17 mars 1725, mort le 20 février 1806, était un militaire et leader politique américain de la révolution américaine et des jeunes États-Unis. Il est également connu pour avoir tué Button Gwinnett, l'un des signataires de la Déclaration d'indépendance des États-Unis, lors d'un duel en 1777.

## Biographie

### Débuts
Lachlan McIntosh est né près de Raits en Écosse. Le père de Lachlan, John Mohr McIntosh, part avec sa famille en Géorgie, aux États-Unis, en 1736 avec un groupe de colons écossais fondant la ville de New Inverness (aujourd'hui Darien). La Géorgie était une colonie fortement militarisée et des heurts avec la Floride espagnole voisine et sa forteresse de Saint Augustine ont eu lieu. En 1740, le père de Lachlan a été capturé par les Espagnols et retenu pendant deux ans. McIntosh père s'en est finalement sorti, mais sa santé s'est détériorée pendant sa captivité et il est mort quelques années plus tard.
McIntosh est envoyé à l'orphelinat Bethesda à Savannah sous la garde du célèbre évangéliste George Whitefield. Il passe deux ans à l'orphelinat avant un voyage à Fort Frederica pour un service de cadet militaire. Pendant ce temps, la rébellion jacobite éclate en Écosse. Lachlan et son frère William planifient de partir en Écosse et rejoindre la rébellion, mais le Général James Oglethorpe, qui était devenu un ami et un mentor du jeune McIntosh, les convainc de rester en Géorgie.
Le frère de Lachlan William était parfois confondu avec William McIntosh de la Nation Creek, qui est en réalité le cousin de William McIntosh et Lachlan.
En 1748, McIntosh part à Charleston, en Caroline du Sud et prend une fonction d'employé de bureau pour Henry Laurens, un riche marchand, qui deviendra un ami et un mentor. En 1756, il épouse Sarah Threadcraft. Il retourne alors en Géorgie où il acquiert une terre au bord de l'Altamaha et devient un planteur de riz prospère.

### Révolution américaine

#### Début de la guerre
Avant 1770, McIntosh était devenu un leader dans le mouvement d'indépendance de la Géorgie. En janvier 1775 il aide à organiser des délégués au Congrès provincial du district de Darien de paroisse St. Andrew. Le 7 janvier 1776, on nomme McIntosh colonel dans la milice géorgienne. Il augmente le 1er Régiment de Géorgie de la Georgia Line, organise la défense de Savannah et aide à repousser un assaut britannique à la bataille des Bateaux de Riz sur le Savannah. Il est promu au rang de général en chef dans l'Armée continentale, chargé de la défense du flanc sud de la Géorgie d'incursions britanniques venant de la Floride, possession britannique à cette époque. Le 22 octobre 1776, McIntosh ordonne à son frère William de construire un fort sur la rivière Satilla pour protéger la Géorgie de la Floride. Le fort était le premier à être nommé Fort McIntosh.

#### Duel avec Button Gwinnett
De 1776 à 1777, McIntosh devient impliqué dans une dure rivalité politique avec Button Gwinnett, orateur de la Géorgie au Congrès provisoire et leader des Whig radicaux. Cette rivalité commence lorsque le très modéré McIntosh succède à Gwinnett au poste de commandant du bataillon continental au début de l'année 1776. Gwinnett est forcé de marcher dans l'ombre après que son élection a été mise en question par les opposants du mouvement d'indépendance. Gwinnett, contrecarré dans ses ambitions militaires, devient délégué au Congrès continental et signe la déclaration d'indépendance des États-Unis. Peu après, il est élu le président et le commandant en chef du Comité de Sécurité. Il retourne en Géorgie après que ses alliés ont pris le contrôle du Congrès provisoire et gagne l'élection de l'orateur.
Gwinnett commence à se débarrasser de ses rivaux politiques dans le gouvernement et l'armée. Une de ses premières cibles est le frère de McIntosh, George McIntosh, qui s'est opposé à son élection. George est arrêté et accusé de trahison à la rébellion. Gwinnett organise l'invasion de l'est britannique de la Floride. En raison d'une décision de la législature, Gwinnett ne peut mener les troupes seul et doit compter McIntosh comme officier subalterne. L'opération est un désastre et Gwinnett et McIntosh sont blâmés publiquement de l'échec, aggravant la relation déjà tendue entre les deux hommes.
Le 1er mai 1777, Lachlan McIntosh s'adresse à l'assemblée de la Géorgie, dénonçant Gwinnett en termes durs, le traitant de « canaille » et de « fripon couché ». Gwinnett répond à McIntosh et exige des excuses. McIntosh refuse, Gwinnett le défie alors en duel.
Le 16 mai, dans un domaine appartenant à James Wright, à quelques milles à l'est de Savannah, Gwinnett et McIntosh se rencontrent dans un duel avec pistolets. À une distance de 12 allures, les deux hommes tirent. Gwinnett reçoit une balle dans la hanche et McIntosh dans la jambe. McIntosh se remet de ses blessures, mais la blessure de Gwinnett devient mortelle et il meurt trois jours plus tard d'une gangrène. Les alliés de Gwinnett accusent McIntosh de meurtre, mais il est acquitté lors de son procès. George Washington, craignant que les alliés de Gwinnett le vengent, ordonne à McIntosh d'aller au quartier général de l'Armée continentale le 10 octobre. Il passe l'hiver 1777-1778 avec l'Armée continentale à Valley Forge, en Pennsylvanie, où il commande plusieurs régiments de troupes de Caroline du Nord.

#### Service militaire à la frontière ouest et au sud
Le 26 mai 1778, on donne à McIntosh le poste de commandement du département occidental de l'Armée continentale, basée à Fort Pitt (aujourd'hui Pittsburgh), à la frontière pennsylvanienne. Il rétablit un ordre le long de la frontière et conçoit un plan d'attaque du bastion britannique de Fort Détroit. Il bâtit plusieurs forts comme le Fort Laurens, nommé ainsi d'après son ami et mentor Henry Laurens (en), qui est devenu Président du Congrès continental, et le Fort McIntosh (près de la ville actuelle de Beaver) afin de se préparer à l'attaque. L'expédition contre le Fort Détroit était condamnée et les troupes sont contraintes de battre retraite avant d'atteindre le fort.
McIntosh est alors remplacé au poste de commandement du département occidental de l'Armée continentale par le Colonel Daniel Brodhead le 5 mars 1779. Washington ordonne alors à McIntosh de retourner au sud pour rejoindre le Général Benjamin Lincoln à Charleston, en Caroline du Sud. Il marche vers Augusta, en Géorgie, aux commandes des troupes géorgiennes et va à Savannah, où il commande les 1er et 5e régiments de Caroline du Sud pendant le siège de Savannah.
Après la bataille, il ordonne à ses troupes d'aller à Charleston où il reste pour défendre la ville de l'armée britannique. Le 12 mai 1780, le général Lincoln est forcé de livrer la ville au général anglais Henry Clinton. McIntosh est fait prisonnier et reste en captivité jusqu'à ce qu'il soit échangé avec un autre prisonnier le 9 février 1782.

### Fin de vie

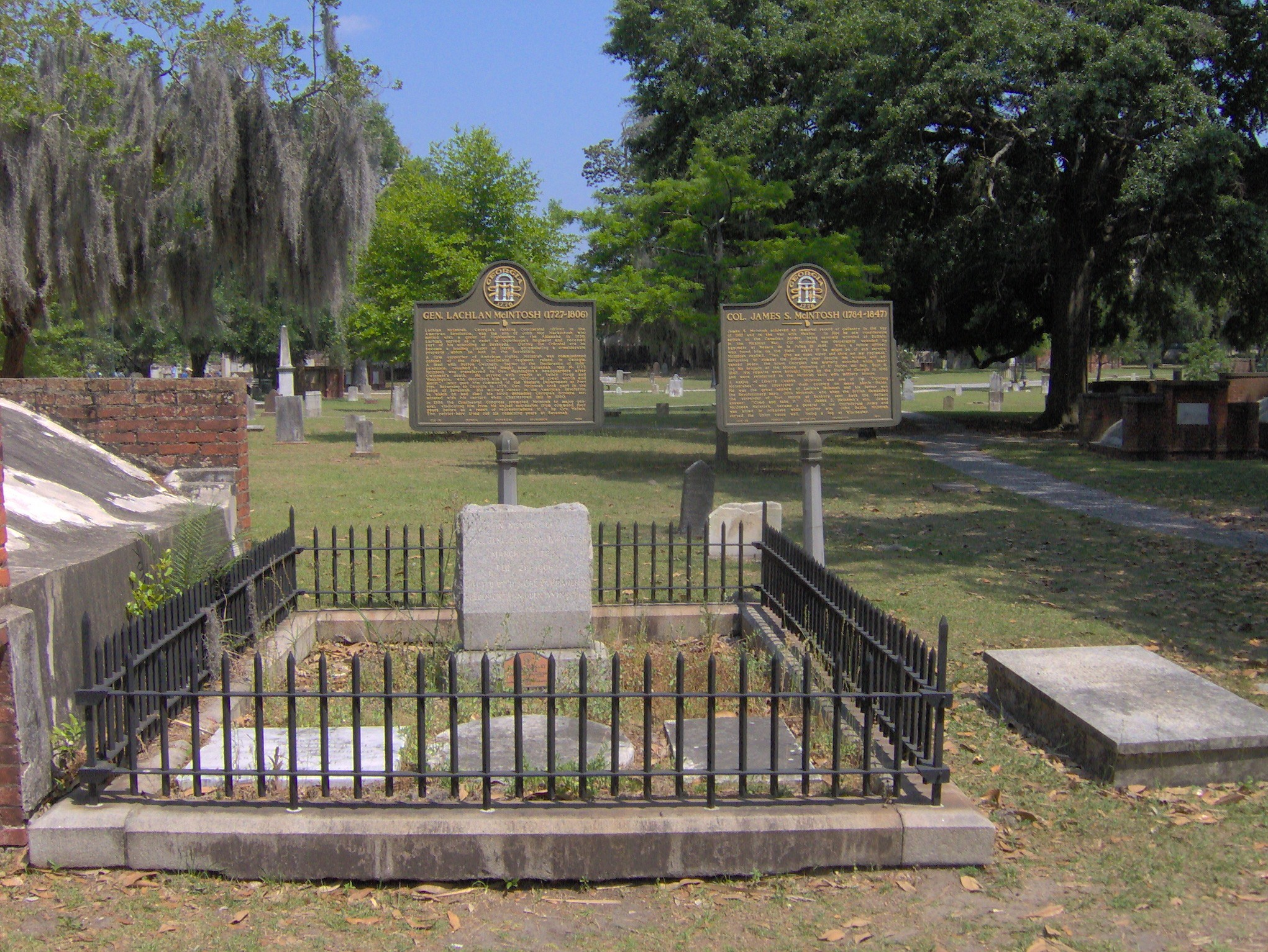
La tombe de Lachlan McIntosh à Colonial Park.

McIntosh retourne à sa plantation pour la trouver détruite par l'occupation britannique. Il essaye de reconstruire sa propriété et ses affaires, mais il passe le reste de sa vie dans une pauvreté relative. Il est élu au Congrès continental en 1784, mais n'y est jamais allé. En 1785, il est nommé commissaire pour traiter avec les tribus indiennes du Sud des États-Unis. En 1787, on lui demande d'arranger un conflit sur la question de la frontière entre la Géorgie et la Caroline du Sud. En 1791, il fait partie de la délégation qui accueillit officiellement le président George Washington en Géorgie.
McIntosh meurt à Savannah le 20 février 1806. Il est enterré au côté de ses petits-neveux John Baillie McIntosh et James M. McIntosh, qui combattront l'un contre l'autre durant la guerre de Sécession.

## Famille
Son père est John Mohr McIntosh (né vers 1701). Il a trois frères : Lewis (né vers 1737, mort d'une attaque d'alligator), William et George McIntosh, et une sœur, Anne McIntosh. 
Avec sa femme, Sarah Threadcraft, ils ont trois fils :  William, Lachlan et John McIntosh (né en 1757) et une fille, Catherine (morte le 25 mai 1815).
L'État de Géorgie a nommé le comté de McIntosh en l'honneur de sa famille.